# Sjevernoaravački jezici
Sjevernoaravački jezici, sjeverna grana aravačkih jezika koji se govore ili su se govorili na sjeveru Južne Amerike, sjeverno od rijeke Amazone u Brazilu, Venezueli, Kolumbiji, Gvajanama, Surinamu i Antilima (Zapadne Indije). 
Skupina obuhvaća najmanje 22 jezika, a neke od njih su nestali, Predstavnici su: 
a) karipska skupina (5): arawak [arw] (Surinam, Francuska Gijana, Gvajana, Venezuela), 2.450; garifuna [cab] (Honduras, Belize, Gvatemala, Nikaragva), 195.800.; paraujano [pbg] (Venezuela), možda izumro; taino [tnq] (Bahamas), †; wajuu ili guajiro [guc] (Kolumbija, Venezuela), 305,000.;
b) skupina iz unutrašnjosti (13) : achagua [aca] (Colombia), 250 (2000 Lozano); baniva ili avani [bvv] (Venezuela), †; baniwa [bwi] (Brazil, Venezuela), 6.070; baré [bae] (Venezuela), možda izumro; cabiyarí [cbb] (Kolumbija), 310 (2001); curripaco [kpc] (Kolumbija, Venezuela, Brazil), 12.540; arequena [gae] (Venezuela, Brazil),  500; mandahuaca [mht] (Venezuela), 3.000; piapoco [pio] (Kolumbija Venezuela), 6.380; resígaro [rgr] (Peru), 14 (1976 SIL); tariana [tae] (Brazil, Kolumbija), 430; yavitero [yvt] (Venezuela), †; yucuna [ycn] (Colombia), 1.800 (2001 SIL);
c)  Wapishana (3): atorada [aox] (Guyana), gotovo izumro; mapidian [mpw] (Brazil; Gvajana), 50 u Brazilu (1986 Howard).; wapishana [wap] (Gvajana, Brazil), 12.500;
d) neklasificirani (1): yabaâna [ybn] (Brazil), možda izumro
Prema Mcquownu (1955) i Greenbergu (1956)
a. sjevernoaravački jezici (Venezuela*, Kolumbija): Achagua (Ven., Kol.), Alile*, Amarizana, Axagua*, Cabre (Mali Antili, Kol., Dom. Rep.), Caouri, Caquetio (Bonaire, Curaçao, Aruba, Ven.), Chapan, Chimila, Chucuna, Ciguayo (Dom. Rep.), Cosina*, Eperigua, Guaicari*, Guajiro (Kol., Ven.), Guanebucan, Guayupe, Igneri (Trinidad, Tobago), Lucayo (Bahami), Masivaribeni, Mitua, Motilon (Ven., Kol.), Paraujano*, Piapoco, Sae, Subtaino (Kuba), Taino Haitski (Haiti, Dom. Rep.), Taino Portorikanski (Portoriko), Tairona, Tayagua*, Tecua, Toa* Yaguai*.

## Vanjske poveznice
- Ethnologue (14th)
- Ethnologue (15th)